# Carlos Estevan Membrado
Carlos Estevan Membrado (1872, Mequinenza - 1936, Valdealgorfa) fue un notario español, descubridor de las pinturas rupestres del abrigo rocoso conocido como «Val del Charco del Agua Amarga» en 1913 en Alcañiz (Teruel). Fue alumno de la Facultad de Derecho de la Universidad de Zaragoza. fue fusilado el 18 de agosto de 1936 por los republicanos, junto con otras 16 personas del pueblo de Valdegorfa. Se encuentra enterrado en una fosa común del pueblo señalizada por un monumento funerario.

## Descubrimiento de las pinturas de "Val del Charco"
En una visita a una finca de su propiedad, Estevan Membrado se percató de la existencia de las pinturas. Al comunicarlo a su compañero Juan Cabré, que años antes había descubierto la «Roca de los Moros», dieron inicio a lo que se reconoció como un nuevo estilo de pintura prehistórica: el arte rupestre del arco levantino. En 1915, las pinturas de Val del Charco aparecían publicadas en la obra de Cabré El arte Rupestre en España (provincias septentrional y oriental), un libro que fue pionero en su época.
El conjunto pictórico presenta más de 80 figuras, todas ellas en color rojo. En él tiene un gran protagonismo la figura humana dotada de un impresionante dinamismo. La vida que en él se refleja se centra en una única actividad: la caza. Debió elegirse el nombre por su proximidad a una charca salitrosa que se convirtió en un abrevadero natural y por tanto en una buena zona para la caza.
Fue aficionado a la fotografía ilustrando sus paseos por el territorio, paisajes, reuniones familiares o acontecimientos públicos. Destacan especialmente las fotografías realizadas sobre el hallazgo de las pinturas, ya que resultan de un gran interés etnográfico, permiten conocer la evolución de la conservación de las pinturas y un temprano testimonio gráfico de ellas.
En 2003, se celebró un centenario con el que se recordó la figura de Estevan Membrado, se sintetizó la historia del yacimiento con de las últimas interpretaciones sobre el arte rupestre levantino y se editó un libro conmemorativo bajo el título Val del Charco del Agua Amarga: 1913-2003 Centenario de un descubrimiento.